# قرص (ریاضی)

قرصی با محیط مشکی C، قطر فیروزه‌ای D، شعاع قرمز R و مرکز سرخآبی O

قرص یا دیسک (به انگلیسی: Disk) به ناحیهٔ داخل یک دایره اشاره دارد. یک قرص، بسته به این‌که خود دایرهٔ محیطی را شامل بشود یا نشود، قرص بسته یا باز خوانده می‌شود.
در مختصات دکارتی یک قرص باز با مرکز {\displaystyle (a,b)} و شعاع R بدین صورت بدست می‌آید:
{\displaystyle D=\{(x,y)\in {\mathbb {R} ^{2}}:(x-a)^{2}+(y-b)^{2}<R^{2}\}}
و یک قرص بسته با همان مرکز و شعاع با این رابطه:
{\displaystyle {\overline {D}}=\{(x,y)\in {\mathbb {R} ^{2}}:(x-a)^{2}+(y-b)^{2}\leq R^{2}\}.}
مساحت یک قرص بسته با شعاع R برابر است با πR2